# Butrimonys
Butrimonys is een plaats in de gemeente Alytus in het Litouwse district Alytus. De plaats telt 1126 inwoners (2001).

## Tweede Wereldoorlog
Tijdens de Tweede Wereldoorlog vond net buiten Butrimonys op 9 september 1941 een bloedbad plaats waarbij 740 Joden werden vermoord.